# Бом (рельеф)
Бом — в Горном Алтае этим словом обозначают узкое место между рекой и горой, по которому пролегает дорога, а также скалистый обрыв, крутой обрывистый берег. Бомами называют высокие утёсы, которые в виде выступающих в реку мысов затрудняют или преграждают путь по берегу. В русских говорах такие формы рельефа называются притор (в Сибири) и прижим (на Дальнем Востоке).

## Этимология
Аппеллятив известен на Алтае повсеместно, широко представлен в именах гор и населённых пунктов. Можно сравнить с другими тюркскими и монгольскими языками:
- пись.монг. bogum — мыс (высокий, крутой); ущелье
- пись.монг. bogumta — застава; преграда, препятствие
- монг. бом — крутой и высокий мыс[2].
- бур. боомо газар — труднопроходимое место
- калм. боом — узкий проход
- тув. боом — обрыв горного хребта над рекой
- якут. буом — препятствие, преграда; трудный переход

## Примеры из топонимики
Некоторые названия в которых употребляется слово Бом приведенные в Государственный каталог географических названий
- Бом — гора на хребте Бийская Грива
- Тупойский Бом -урочище на реке Тулой
- Уркошбом — скала на левобережье Катуни
- Яломанбом — скала на левобережье Катуни
- Акбом — село в Онгудайском районе[3]
- Бичиктубом — село в Онгудайском районе[4]
- Бим-Бом — приток Катуни
- Еки-Бом — лог у Большого Яломана
- Кынгырарбом — скала на левобережье Катуни[5]
- Минихин-Бом — скала в правобережье Чуи

## Примеры из литературы
- «крутой и высокий мыс, выдающаяся в сторону скала на берегу реки.» (В. А. Казакевич)[2]
- «…Уже через несколько минут подъехали к высокому Берт-бому. Местами на узких карнизах, нависших над клокочущим Чулышманом, сжатом здесь в узком ущелье, становится жутко.» (В.И. Верещагин)[6]
- «… Но впереди уже выступил новый высокий бом — Яр-бом, совершенно такого же характера, с такими же узкими карнизами и ступеньками.» (В.И. Верещагин)[6]
- «… Ниже Тюгюрюка над Косой высится так называемый Синий бом (Кӫк боом), очень красивый, в особенности при вечернем освещении, и состоящий из голубых сланцев, отвесно обрывающиеся в реку»[7] [8].
- «… На версту ниже устья М. Яломана у поворота Катуни тропа поднимается на скалы бома Кынграр, который вертикальными ступенями падает к бурливой реке.» ( В. В. Сапожников)[9]
- « … Мы продолжали наш путь вниз по Чолушману. Но уже через несколько минут езды мы останавливаемся в недоумении: тропа уперлась прямо в Чолушман, а перед нами — почти отвесная скала; она вплотную подошла к пенящемуся потоку, с ревом мчащемуся по сильно наклоненому руслу. Это знаменитый Сен-Боом, самый трудный из всех Чолушманских бомов.»( В.И. Верещагин)[6]

## Галерея
- Бом на реке Чуя
- Бом на реке Катунь
- В районе Белого Бома